# Aanval op Nagorno-Karabach in 2023
De aanval op Nagorno-Karabach in 2023 was een grootschalig Azerbeidzjaans militair offensief op 19 en 20 september 2023 tegen de zelfverklaarde Republiek Artsach, gelegen in de betwiste regio Nagorno-Karabach. De aanval geldt als een schending van het staakt-het-vuren-akkoord van 2020. Het gebied werd internationaal erkend als onderdeel van Azerbeidzjan, maar was voornamelijk bevolkt door Armeniërs.
De operatie vond plaats te midden van een escalerende humanitaire crisis door een maandenlange Azerbeidzjaanse blokkade van het gebied, wat resulteerde in schaarste aan essentiële zaken zoals voedsel, medicijnen en andere goederen in de regio. Door bemiddeling van het Russische vredeshandhavingscommando in Nagorno-Karabach werd een staakt-het-vuren bereikt.
In de daaropvolgende dagen kwam een uittocht op gang van Armeniërs in Nagorno-Karabach die via de Laçın-corridor naar Armenië vluchtten. Het resultaat van de korte Azerbeidzjaanse operatie was het herstel van Azerbeidzjaans gezag over geheel Nagorno-Karabach en dat de de facto autoriteiten van de afscheidingsrepubliek in ballingschap naar Armenië vluchtten.

## Achtergrond

Militaire situatie voorafgaand aan de gevechten in 2023. In turquoise is het veroverde gebied in de oorlog van 2020 weergegeven. Donkergroen betekent gebied dat afgestaan werd door Nagorno Karabach bij overeenkomst van het staakt-het-vuren in 2020. Artsach is de naam die de Karabachers zelf geven aan hun land. De stippellijn is de grens van de voormalige autonome oblast.

Nagorno-Karabach was een door etnisch Armeniërs bevolkte enclave binnen Azerbeidzjan met één corridor naar Armenië, de Laçın-corridor. Formeel behoorde dit gebied tot Azerbeidzjan, maar sinds het einde van de Sovjet-Unie was het feitelijk onafhankelijk, waarbij het sterk op Armenië steunde.
Het gebied kende een slepende geschiedenis van conflict tussen Armeniërs en Azerbeidzjanen dat terugging naar de ontstaansgeschiedenis van de eerste Armeense en Azerbeidzjaanse republieken na de Russische Revolutie van 1917. De Sovjet-leiding creëerde de Nagorno-Karabachse Autonome Oblast als onderdeel van de Azerbeidzjaanse sovjetrepubliek. In de nadagen van de Sovjet-Unie brak tussen de Armeniërs en Azerbeidzjanen een gewapend conflict uit dat gepaard ging met ernstige etnische zuiveringen en Nagorno-Karabach verklaarde zich in 1991 onafhankelijk van Azerbeidzjan. In 1994 werd een staakt-het-vuren bereikt.
In het najaar van 2020 laaide de strijd gedurende enkele maanden weer op tijdens een vervolgoorlog. De Azerbeidzjaanse strijdkrachten wisten het zuiden van de betwiste regio grotendeels te veroveren. Na bemiddeling door Rusland werd een staakt-het-vuren getekend. De zelfverklaarde republiek Nagorno-Karabach verloor in de overeenkomst alle gebieden die buiten de voormalige Nagorno-Karabachse Autonome Oblast vielen en de door Azerbeidzjan heroverde gebieden binnen deze voormalige oblast.
In Nagorno-Karabach werd een Russische vredesmacht gestationeerd, die de frontlinie met Azerbeidzjan bewaakte. Ook werd afgesproken dat deze vredesmacht de vrije Armeense doorgang door de Laçın-corridor zou garanderen. Azerbeidzjan had namelijk het gezag teruggekregen over het gebied tussen Nagorno-Karabach en Armenië.
Aan de aanval in 2023 van Azerbeidzjan op Nagorno-Karabach ging een humanitaire crisis van negen maanden vooraf, doordat de Laçın-corridor door Azerbeidzjan geblokkeerd werd, waardoor er ernstige schaarste aan voedsel, medicijnen en andere goederen ontstond.

## Offensief

### Aanval

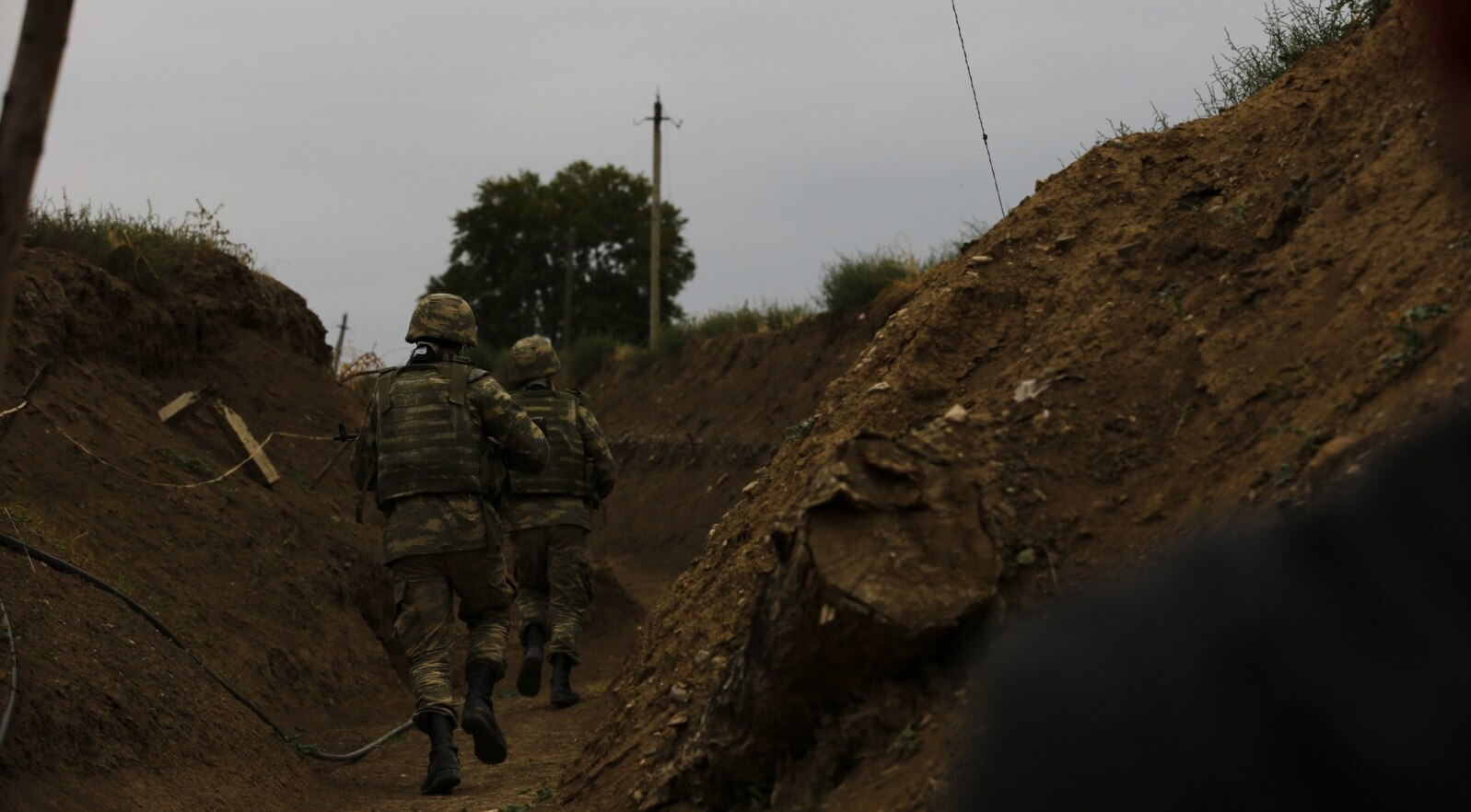
Azerbeidzjaanse soldaten in Nagorno-Karabach (2023)

Op 19 september 2023 startte Azerbeidzjan een grootschalig offensief tegen Nagorno-Karabach. Het Azerbeidzjaanse Ministerie van Defensie meldde "lokale antiterroristische activiteiten" te ondernemen, omdat Armeense landmijnen de dood van twee Azerbeidzjaanse burgers en vier politieagenten zouden hebben veroorzaakt, waarvoor weinig bewijs werd geleverd. Azerbeidzjan eiste de ontwapening en terugtrekking van Armeense soldaten, evenals de onvoorwaardelijke overgave van de Karabachse troepen en ontbinding van de regering.
De verklaring eindigde met een mededeling dat het Russische contingent voor vredeshandhaving en het Turks-Russische Waarnemingscentrum op de hoogte waren gesteld van de lopende activiteiten, maar Rusland ontkende dit en voegde eraan toe dat zijn vredeshandhavers pas "een paar minuten" tevoren over de zaak waren geïnformeerd.
De aanvallen werden niet alleen uitgevoerd op Karabachse militaire posities, maar ook op burgerdoelen, in weerwil van Azerbeidzjaanse uitspraken. Volgens de autoriteiten van Nagorno-Karabach werden hoofdstad Stepanakert en andere plaatsen zwaar beschoten, en beschuldigden ze Azerbeidzjan van pogingen tot etnische zuivering. Azerbeidzjan zette “humanitaire corridors en opvangpunten" op langs de weg naar Laçın en in andere richtingen die "de evacuatie van de bevolking uit het gevaarlijke gebied zullen verzekeren". Dit voedde onder de bewoners angst voor een op handen zijnde etnische zuivering.
De leiding van Nagorno-Karabach bood aan te onderhandelen, waarop de Azerbeidzjaanse regering zei dat het bereid was tot een ontmoeting in de Azerbeidzjaanse stad Yevlax. Tegelijkertijd benadrukte het dat het Azerbeidzjaanse offensief zou voortduren tot de Karabach-Armeniërs hun overheidsinstanties en strijdkrachten ontbinden. In de avond van 19 september werden 25 doden en 138 gewonden gemeld door de enclave.
Er werden op deze dag meer dan 7.000 mensen uit 16 plattelandsnederzettingen geëvacueerd, terwijl Russische vredeshandhavers 3.100 anderen hadden geëvacueerd. Woordvoerder van het Russische ministerie van Buitenlandse Zaken Maria Zacharova maakte bekend dat Russisch voedsel en medicijnen via de Laçin- en Agdam-routes in Nagorno-Karabach arriveerden. Op de tweede dag van de gevechten werden verschillende Karabachse nederzettingen en de belangrijke Kasjen-mijn door de Azerbeidzjaanse strijdkrachten veroverd.

### Staakt-het-vuren
Er werd internationaal scherpe kritiek geuit op de Azerbeidzjaanse operatie. Rusland sprak zijn zorgen uit om de escalatie en riep op de wapens neer te leggen. De autoriteiten van Nagorno-Karabach stemden in met een voorstel van Russische vredestroepen om op 20 september om 13.00 uur een wapenstilstand in te stellen. In de overeenkomst ging de regering van Nagorno-Karabach akkoord met ontwapening en gesprekken met de Azerbeidzjaanse regering over de re-integratie van het grondgebied in Azerbeidzjan.
Een van de Azerbeidzjaanse eisen aan Nagorno-Karabach en Armenië was om een lijst van personen over te dragen voor vervolging en berechting, waaronder voormalige en huidige militaire leiders en overheidsfunctionarissen van de separatistische enclave. Na de aankondiging van het staakt-het-vuren begonnen de Armeniërs Nagorno-Karabach te ontvluchten en velen van hen verzamelden zich op de luchthaven van Stepanakert, waar de Russische vredesmissie gevestigd was.
De beschietingen op Stepanakert gingen enige uren door nadat het staakt-het-vuren in moest gaan. Nabij het dorp Tsjankatagh (Nagorno-Karabach gewest Mardakert, Azerbeidzjaans district Tərtər) werd een aantal Russische vredessoldaten in hun voertuig gedood door Azerbeidzjaans vuur, terwijl ze terugkeerden van een observatiepost. Armenië beschuldigde Azerbeidzjan ervan te schieten op zijn soldaten in de grensstad Sotk, wat Azerbeidzjan ontkende.

## Nasleep
De Karabach-Armeense soldaten leverden na de wapenstilstand hun wapens in bij de Azerbeidzjaanse autoriteiten. Hierbij zouden meteen zes pantservoertuigen en 800 vuurwapens ingeleverd zijn. De Russische vredesmissie leverde 50 ton voedsel en andere hulpmiddelen aan de enclave en ving honderden burgers op, van wie meer dan de helft kinderen. Het Rode Kruis kreeg toegang tot het conflictgebied en leverde met een eerste konvooi ongeveer 70 ton hulpgoederen.

### Ontbinding Republiek Artsach
Op 21 september 2023, een dag na het einde van het Azerbeidzjaanse offensief, vonden in Yevlax de eerste gesprekken plaats tussen vertegenwoordigers van de Karabach-Armeense gemeenschap en de regering van Azerbeidzjan over re-integratie van de Karabach-Armeense bevolking in Azerbeidzjan. De Azerbeidzjaanse regering overhandigde hierbij een actieplan aan de Karabachse delegatie.
Op 28 september vaardigde president Samvel Sjachramanjan van de Republiek Artsach een decreet uit dat de republiek per 1 januari 2024 zou worden opgeheven en riep hij de bewoners van de enclave op zich op de hoogte te stellen van Azerbeidzjaanse "re-integratie"-eisen. De republiek had zich in 1991 tijdens de oorlog in Nagorno-Karabach (1988-1994) onafhankelijk verklaard en oefende dat zelfbestuur ook feitelijk uit. De republiek werd sindsdien door geen enkel lid van de Verenigde Naties erkend, ook niet door Armenië.
Op 22 december 2023 stelde president Sjachramanjan dat het opheffingsdecreet ongeldig was en dat er eerst referendum zou moeten plaatsvinden om een ontbinding van Artsach rechtsgeldig te maken. De regering en het parlement van Nagorno-Karabach zetelen sinds 2023 in ballingschap in Jerevan.

### Exodus etnische Armeniërs
Uit vrees voor vervolging en etnische zuiveringen door Azerbeidzjan kwam een vluchtelingenstroom van tienduizenden etnische Armeniërs op gang richting Armenië via de Laçın-corridor, die hiervoor was opengesteld door de Azerbeidzjaanse autoriteiten. Anderhalve week na het Azerbeidsjzaans offensief waren volgens Armeense overheidsmedewerkers ruim 100.000 van de naar schatting 120.000 etnische Armeense bewoners uit Nagorno-Karabach gevlucht.

## Reacties
- Armenië vroeg onmiddellijk toezicht van de Verenigde Naties in Nagorno-Karabach uit vrees voor een etnische zuivering van de 120.000 lokale Armeense bewoners.[10] Een VN-missie kwam aan in het gebied op 1 oktober 2023.[16]
- De Amerikaanse minister van Buitenlandse Zaken, Antony Blinken sprak "de diepe bezorgdheid van de Verenigde Staten uit voor de Armeense bevolking in Nagorno-Karabach" na de recente aanval van Azerbeidzjan.[17]
- De Turkse president Erdoğan sprak zijn volledige steun uit voor het offensief van Azerbeidzjaans leger in Nagorno-Karabach.[18]